# Łowczów (gromada)
Łowczów – dawna gromada, czyli najmniejsza jednostka podziału terytorialnego Polskiej Rzeczypospolitej Ludowej w latach 1954–1972.
Gromady, z gromadzkimi radami narodowymi (GRN) jako organami władzy najniższego stopnia na wsi, funkcjonowały od reformy reorganizującej administrację wiejską przeprowadzonej jesienią 1954 do momentu ich zniesienia z dniem 1 stycznia 1973, tym samym wypierając organizację gminną w latach 1954–1972.
Gromadę Łowczów z siedzibą GRN w Łowczowie utworzono – jako jedną z 8759 gromad na obszarze Polski – w powiecie tarnowskim w woj. krakowskim, na mocy uchwały nr 30/IV/54 WRN w Krakowie z dnia 6 października 1954. W skład jednostki weszły obszary dotychczasowych gromad Łowczów i Piotrkowice ze zniesionej gminy Tuchów w tymże powiecie. Dla gromady ustalono 11 członków gromadzkiej rady narodowej.
31 grudnia 1959 do gromady Łowczów przyłączono wsie Meszna Opacka i Meszna Szlachecka ze zniesionej gromady Meszna Opacka.
31 grudnia 1961 gromadę Łowczów zniesiono, a jej obszar włączono do nowo utworzonej gromady Tuchów.